# Piet Cronjé
Piet Cronjé (Pieter Arnoldus Cronjé) (Colesberg, Fokföld, 1836. október 4. – Potchefstroom, Dél-Afrika, 1911. február 4. vagy 1904.) tábornok, a búr hadsereg vezetője. Sikeresen harcolt a megszálló angol katonákkal szemben az első búr háború és a második búr háború alkalmával is.

## Élete
1836-ban született Fokföldön, Colesberg városában földműves család gyermekeként. Fiatalon családjával együtt részt vett az ún. nagy vándorlásban (Great Trek), amely során nyolcéves korától előbb az Oranje Szabadállam, majd később a Transvaal Köztársaság területén éltek. 1880 novemberében egyike volt azoknak a földműveseknek, akik megtagadták az adó befizetését a brit megszállás ellen tiltakozva, majd az első búr háború kitörésével maga is részt vett a harcokban. Egy búr kommandó parancsnokaként 1881 márciusában Potchefstroom mellett sikeresen harcolt egy brit katonai egységgel szemben, akiket megadásra kényszerített. 
A háborút követően Transvaal Köztársaság törvényhozásában, a Volksraadban szerzett képviselői helyet, ahol támogatta Paul Kruger politikai céljait. A fokföldi politikus, Cecil Rhodes támogatta Jameson-rajtaütést az általa vezetett búr kommandó állította meg. 
1899-ben kitört a második búr háború, Piet Cronjé pedig a búrok egyik választott katonai vezetőjeként nyugati irányból hajtott végre támadást a brit területek ellen és megkezdte a brit erősség, Mafeking ostromát, mely azonban a várost védő 1500 fős védősereg (vezetőjük Robert Baden-Powell ezredes) hathatós ellenállásának következtében jelentősen elhúzódott.
1899. december 11-én sikeresen visszaverte a britek támadását Magersfontein mellett (magersfonteini csata), majd ugyanitt 1900 februárjában szembeszállt a Lord Roberts vezette brit erőkkel, Mafeking felmentését azonban nem tudta megakadályozni.
A vesztes összecsapásokat követően visszavonulásra kényszerült, azonban Paardebergnél a britek bekerítették. Az itt vívott csatában elszenvedett vereség eredményeképp a tábornok 4000 emberével együtt brit hadifogságba esett. A vereség a háború fordulópontjának bizonyult, az addig győzelmeket elérő búrok morálja mélypontra zuhant és néhány héttel később egyetlen puskalövésnél nélkül elesett az Oranje Szabadállam fővárosa, Bloemfontein is (a háború ennek ellenére még további két évig eltartott).
Piet Cronjét a háború végéig Szent Ilona-szigetén tartották fogva. Később visszavonult Klerksdorp városába. 1911. február 4-én hunyt el Potchefstroomban.

## Lásd még
- Búrok
- Első búr háború
- Második búr háború